# Бруяко, Игорь Викторович
И́горь Ви́кторович Бруя́ко (род. 31 января 1963, Ташауз, Туркменская ССР) — украинский археолог, доктор исторических наук, директор Одесского археологического музея Национальной Академии наук Украины

## Биография
Родился 31 января 1963 года в Ташаузе, Туркменистан в семье геологов. С 1968 года проживает в Одессе.
В 1988 году окончил исторический факультет Одесского государственного университета имени И. И. Мечникова.
В 1993 году при Отделе истории античной культуры Института истории материальной культуры (ИИМК; Санкт-Петербург) защитил кандидатскую диссертацию: «Демография и экономика населения Северо-Западного Причерноморья во 2-й пол. VII — начале III веков до н. э.».
В 2004 году там же в ИИМК РАН защитил диссертацию «Процессы культурогенеза в Причерноморско-Карпатском регионе в раннем железном веке (первая половина I тыс. до Р. Х.)» на соискание ученой степени доктора исторических наук. Присвоено ученое звание профессора.
C 1979 по 1981 год работал в Отделе археологии Северо-Западного Причерноморья Института Археологии АН Украины на должности лаборанта.
С 1984 года работал в Одесском археологическом музее Национальной Академии наук Украины. В 2007—2023 годах являлся директором музея.
В 2008—2015 годах работал на кафедре всемирной истории Южно-украинского национального педагогического университета имени К. Д. Ушинского (читал курс лекций по истории раннего средневековья). Преподавал на историческом факультете Одесского национального университета имени И. И. Мечникова (специальные курсы по археологии).

## Научная деятельность
Принимал участие в исследовании археологических памятников различных эпох и культур. Наиболее известные из них — Никоний, Тира, Картал-Орловка, Алтын-депе.
Руководил работами Никонийской АЭ (античный город Никоний). В настоящее время является начальником Нижнедунайской АЭ и одним из руководителей проекта.
Основные научные интересы сосредоточены в области археологии и древней истории раннего железного века (скифо-фракийская и античная проблематика), а также — палеоэкологических и палеоэкономических реконструкций (поздний бронзовый и ранний железный века).
Является автором около 100 научных работ, в том числе трёх монографий.

### Работы
- Скифская керамика античных поселений Нижнего Поднестровья VІ — V вв. до н. э./И. В. Бруяко. // Киммерийцы и скифы: Тезисы докладов международной конференции. Ч. 1. Кировоград, 1987. С. 28 — 30.
- Очерки экономической истории населения Северо-Западного Причерноморья в 7- 3 вв. до Р. Х. : монография. — Волжск, 1999. 210 с.
- Демография и экономика населения Северо-Западного Причерноморья во второй половине VII — начале III вв. до н. э. Автореф.дис.канд.ист.наук. — 07.00.06. СПб., 1993. — 23 с.
- О событиях III в. до н. э. в Северо-Западном Причерноморье (четыре концепции кризиса) // Вестник древней истории № 3. 1999. — С. 76-91
- Северо-Западное Причерноморье в VII—V вв. до н. э. Начало колонизации Нижнего Поднестровья // Античний мир и археология. Вып. 9. Саратов, 1993. С. 60-79.